# Střížovice (Boêmia do Sul)
Střížovice é uma comuna checa localizada na região da Boêmia do Sul, distrito de Jindřichův Hradec.